# 줄리아 멀록
줄리아 멀록(Julia Mullock, 1923년 3월 18일 ~ 2017년 11월 26일) 또는 줄리아 리(Julia Lee)는 우크라이나계 미국인이자 대한제국의 황족, 미국의 기업인이며, 구 대한제국 황세손 이구(李玖)의 첫 번째 부인이다. 한국 이름은 이주아(李珠亞)이다. 일각에서는 회은황태손빈이라 부르기도 한다. 1958년 10월 25일 이구와 결혼했다가 1982년 이혼했다. 대한제국 멸망 이후이며 일제 강점기 이왕직이 폐지된 후에 결혼하였으므로 그의 신분에 대해서는 이견이 있다.

## 생애
1923년 3월 18일 미국 펜실베이니아주의 우크라이나계 미국인 가정에서 태어났다. 1930년 우크라이나 출신 탄광노동이민자인 아버지가 사망, 어머니가 뉴욕 브루클린 출신 남성과 재혼해 그도 함께 뉴욕으로 이주하였다. 1944년 해군 복무 후 프랭클린전문미술학교(Franklin School of Professional Art)에 입학, 미술과 건축인테리어디자인을 공부했다.
1955년 I. M. 페이건축회사에 입사했다. 뉴욕 시 맨해튼에 있던 I. M. 페이가 운영하던 건축 회사에서 근무하던 중 구 한국의 황족 출신 영친왕의 차남 이구를 만났고, 1958년 10월 25일에 뉴욕의 세인트 조지 성당에서 이구와 결혼식을 올렸다.
이구와의 결혼 후 남편의 부임지였던 하와이 등지에서 머물다가 1963년에 한국에 와 서울 창덕궁 낙선재에서 지내며 시모(媤母) 의민황태자비 이방자(李方子)의 복지 사업을 도왔다.
1979년, 한국에서의 사업은 지지부진하기만 했고, 일본으로 떠난 남편과의 사이가 급격히 악화되기만 했으며, 외국인이라는 이유로 종친들과 심한 갈등과 차별을 겪어야 했다. 1982년, 황태손 이구와 이혼하였다.
황태손 이구와의 이혼 후에는 플라자 호텔에서 켈트 공예점을 운영하고 장애인 복지 사업에 힘썼다. 1995년, 생활고를 견디지 못하고, 결국 하와이로 떠났다.

2005년 4월, 자신의 삶을 소재로 제작되는 영화 작업의 일환으로 한국을 방문하였는데, 7월 황태손 이구의 사망 소식을 들었다. 하지만 종친회로부터 장례식에 정식으로 초청은 받지 못하고 종로 거리에서 노제를 지내는 장면을 멀리서 지켜보며 남편의 마지막 떠나는 길을 지켜봐야만 했다.

2017년 11월 26일 미국 하와이 할레나니 요양병원에서 향년 94세를 일기로 세상을 떠났으나 타계 소식은 12월 5일에야 알려졌다. 장례는 수양딸이 치렀으며, 유해는 태평양 바다에 뿌려졌다.

## 가족 관계
- 남편 : 이구(李玖) - 이혼(1931년 ~ 2005년)
  - 양녀 : 이은숙(李恩淑, Eugenia Unsuk, 1959년 ~ )

## 같이 보기
- 일제강점기
- 이구
- 이방자